# Wilhelm Molterer

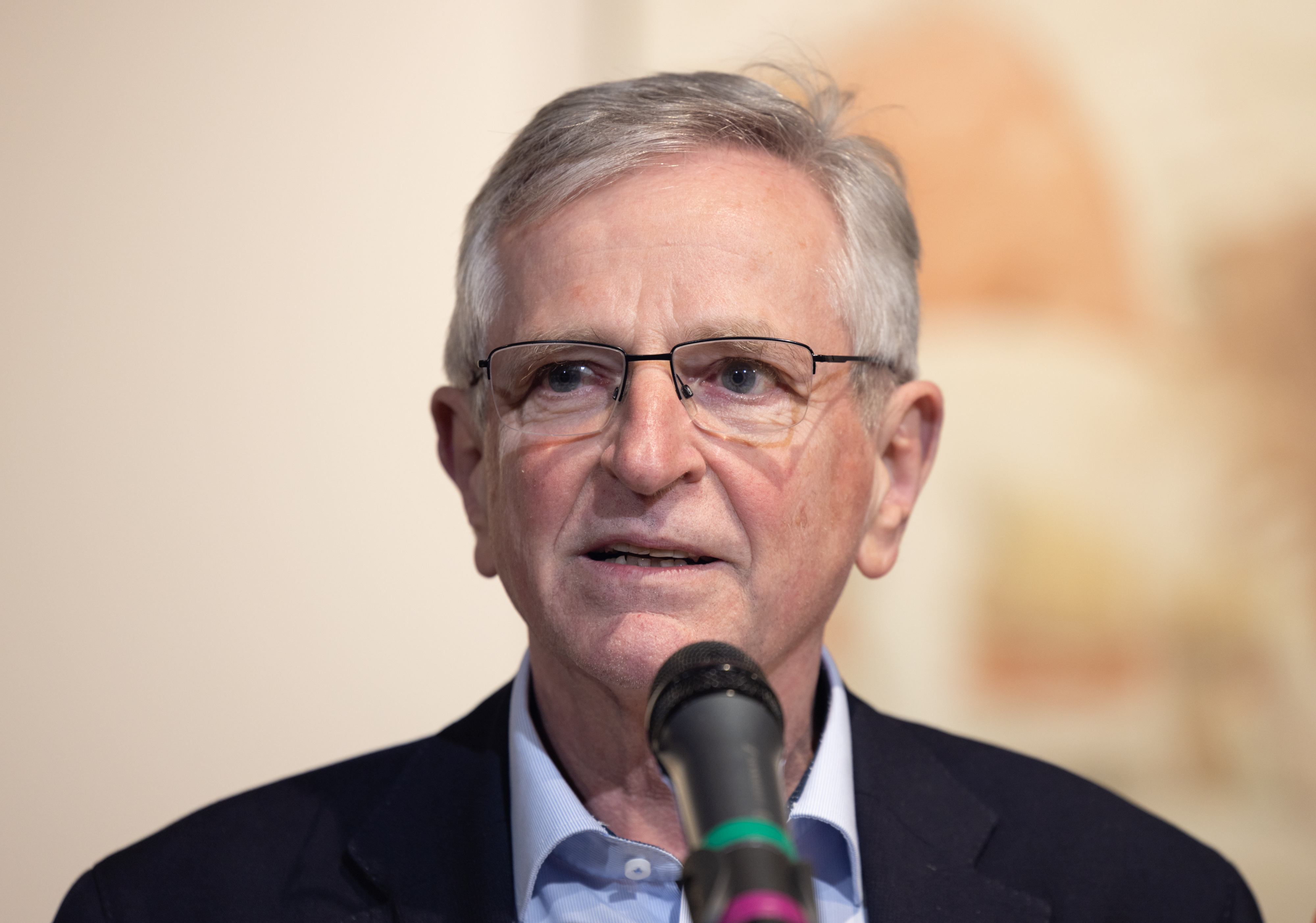
Wilhelm Molterer (2023)

Wilhelm Molterer (* 14. Mai 1955 in Steyr, Oberösterreich als Wilhelm Kletzmayr) ist ein ehemaliger österreichischer Politiker (ÖVP). Seit 2015 ist er Geschäftsführender Direktor des Europäischen Fonds für strategische Investitionen (EFSI).
Molterer war vom 11. Jänner 2007 bis zum 2. Dezember 2008 Vizekanzler und Bundesminister für Finanzen der Republik Österreich. Er war vom 21. April 2007 bis 28. November 2008 Bundesparteiobmann der ÖVP und bis Ende Juni 2011 Abgeordneter im österreichischen Nationalrat. Von 2011 bis 2015 bekleidete er das Amt des Vizepräsidenten der Europäischen Investitionsbank.

## Leben
Wilhelm Molterer wuchs als Sohn der Bauersleute Johann und Anna Kletzmayr im oberösterreichischen Sierning auf. Nachdem er bereits einige Jahre in der Familie seiner kinderlosen Tante und deren Gatten Josef Molterer gelebt hatte, wurde er mit 14 Jahren adoptiert, um später deren Hof zu übernehmen. Er besuchte die Höhere Landwirtschaftliche Bundeslehranstalt in St. Florian. Nach der Matura im Jahr 1974 begann er an der Johannes Kepler Universität Linz ein Studium der Sozialwirtschaft. 1980 erfolgte seine Sponsion zum Magister rer. soc. oec. Molterer war Vorsitzender der Linzer Hochschülerschaft und galt innerhalb der ÖVP-nahen Hochschulfraktion ÖSU als links stehend.
Nach dem Studium arbeitete Molterer von 1981 bis 1984 im Österreichischen Bauernbund, dessen Direktor er später (1990–1993) wurde. Seine Tätigkeit als Mandatar begann 1985–1987 im Gemeinderat von Sierning, und er war ab 1990 im österreichischen Nationalrat. Ab 1987 war er Sekretär im Ministerbüro des Bundesministeriums für Land- und Forstwirtschaft unter Josef Riegler und dem späteren EU-Kommissar Franz Fischler. Nach einem Zwischenspiel als ÖVP-Generalsekretär 1993/94 war Molterer von 1994 bis 2003 Bundesminister für Land- und Forstwirtschaft. Als die ÖVP unter Wolfgang Schüssel stärkste Parlamentspartei wurde, wechselte er 2003 bis 2006 als deren Klubobmann in den Nationalrat. Während dieser Zeit wurde ihm von den Oppositionsparteien oft nachgesagt, Einfluss auf die TV-Berichterstattung des ORF zu nehmen.
Am 9. Jänner 2007 wurde Molterer vom ÖVP-Bundesparteivorstand zum geschäftsführenden Obmann sowie zum Finanzminister und Vizekanzler des Kabinetts Gusenbauer bestimmt. In diesen Funktionen wurde er am 11. Jänner 2007 von Bundespräsident Heinz Fischer angelobt. Am 21. April 2007 wurde er mit 97,04 % der Stimmen auf dem Bundesparteitag der ÖVP in Salzburg als Nachfolger Wolfgang Schüssels zum Bundesparteiobmann der ÖVP gewählt. Am 30. Juni 2008 übernahm er bis zur Angelobung von Maria Fekter am 1. Juli 2008 das Amt des Innenministers.
Am 7. Juli 2008 kündigte Molterer die Große Koalition mit der SPÖ mit den Worten „es reicht“ auf und sprach sich für „sofortige Neuwahlen“ aus. Der Neuwahlantrag wurde am nächsten Tag im Nationalrat eingebracht und von allen fünf Fraktionen einstimmig angenommen. Molterer war Spitzenkandidat bei der darauffolgenden Nationalratswahl 2008. Nach der für die ÖVP verlorenen Nationalratswahl erklärte Molterer am 29. September 2008, dass er sein Amt als Bundesparteiobmann zur Verfügung stelle. Zum Nachfolger Molterers als Parteiobmann wurde am 28. November 2008 Josef Pröll gewählt, der am 2. Dezember 2008 auch sein Nachfolger als Vizekanzler und Finanzminister wurde. Als Abgeordneter blieb er bis Juni 2011 im Nationalrat.
In weiterer Folge war Wilhelm Molterer von 2011 bis 2015 Vizepräsident und Mitglied des Direktoriums der Europäischen Investitionsbank (EIB). Er wurde vom Rat der Gouverneure der EIB auf Vorschlag des Finanzministers der Republik Österreich bestellt. 2015 wurde er vom Europäischen Parlament zum geschäftsführenden Direktor des EFSI benannt und 2018 in dieser Funktion auf weitere drei Jahre bestätigt.

## Privates
Molterer ist mit einer Lehrerin aus Oberösterreich verheiratet und Vater zweier Söhne.

## Auszeichnungen
- 2002 Großes Goldenes Ehrenzeichen am Bande für Verdienste um die Republik Österreich[12]